# Sidymella longispina
Sidymella longispina là một loài nhện trong họ Thomisidae.
Loài này thuộc chi Sidymella. Sidymella longispina được Cândido Firmino de Mello-Leitão miêu tả năm 1943.